# Wąbrzeźno
Wąbrzeźno is een stad in het Poolse woiwodschap Koejavië-Pommeren, gelegen in de powiat Wąbrzeski. De oppervlakte bedraagt 8,53 km², het inwonertal 13.971 (2005).

## Verkeer en vervoer
- Station Wąbrzeźno

## Geboren
- Walther Nernst (1864-1941), natuur-, scheikundige en Nobelprijswinnaar (1920)